# Ведраре
Ведраре (болг. Ведраре) — село в Болгарии. Находится в Пловдивской области, входит в общину Карлово. Население составляет 1245 человек.

## Политическая ситуация
В местном кметстве Ведраре, в состав которого входит Ведраре, должность кмета (старосты) исполняет Васил Иванов Илиев (независимый) по результатам выборов.
Кмет (мэр) общины Карлово — Найден Христов Найденов (коалиция партий:Болгарская социалистическая партия (БСП), Земледельческий союз Александра Стамболийского (ЗСАС), Болгарская социал-демократия, Движение за социальный гуманизм (ДСХ), политический клуб «Экогласность», политический клуб «Фракия») по результатам выборов.